# Fabienne Gareau
Pour les articles homonymes, voir Gareau.
Fabienne Gareau, née le 20 septembre 1967 à Ottawa, est une joueuse canadienne de soccer.

## Carrière
Fabienne Gareau compte 17 sélections et 5 buts en équipe du Canada entre 1987 et 1991. 
Elle reçoit sa première sélection le 11 décembre 1987, contre Hong Kong (victoire 2-0). Elle inscrit son premier but international le 3 juin 1988, contre la Côte d'Ivoire (victoire 6-0) lors du Tournoi international féminin de 1988 en Chine, où le Canada est quart de finaliste.
Elle obtient sa dernière sélection sous le maillot canadien le 28 avril 1991, contre les États-Unis (défaite 0-5), en finale du championnat féminin de la CONCACAF 1991.